# Omar Naber
Omar Kareem Naber, mieux connu sous le nom Omar Naber, est un chanteur slovène né à Ljubljana le 7 juillet 1981.
Sa mère est slovène alors que son père est jordanien.
Il participe pour la Slovénie au Concours Eurovision de la chanson en 2005 avec la chanson Stop mais il ne réussit pas à passer la demi-finale. Il retente la sélection slovène en 2009, mais échoue à la 2e place.
Il représente à nouveau la Slovénie en 2017.